# Comté de New Haven
Le comté de New Haven est l'un des huit comtés de l'État du Connecticut aux États-Unis. Selon le recensement de 2000, la population est 824 009 habitants. New Haven est la plus grande ville du comté.
Comme dans les sept autres comtés du Connecticut, le gouvernement du comté a été aboli : ce sont les municipalités qui sont chargées de gérer les questions de sécurité et d'éducation.

## Géographie
Selon le Bureau du Recensement des États-Unis, la superficie du comté est 2 233 km2, dont 1 569 km2 de terre et 664 km2 de plans d'eau.  La superficie totale est 29,74 % d'eau.

### Géolocalisation
| Comté de Litchfield | Comté de Hartford  |                    |
| Comté de Fairfield  | Comté de New Haven | Comté de Middlesex |
|                     | Long Island Sound  |                    |

## Démographie
Au recensement de 2000, la population du comté de New Haven était de 824 008 habitants, répartis dans 319 040 ménages et 210 566 familles.  La densité de la population était de 525 hab/km2.  On y trouvait 340 732 habitations pour une densité de 217 hab/km2.  La population était constituée de 79,40 % de blancs, 11,32 % de noirs, 0,25 % d'amérindiens, 2,33 % d'asiatiques, 0,04 % natifs des îles du Pacifique, 4,51 % issus d'autres races, et de 2,16 % issus de deux ou plusieurs races. 10,09 % de la population était d'origine hispanique ou Latino de n'importe race.
Parmi les 319 040 ménages, 31,20 % avaient les enfants de moins de 18 ans. 48,60 % des ménages étaient des couples mariés, 13,60 % étaient constitués d'une femme élevant seule ses enfants, et 34,00 % était les ménages sans enfants. 28,20 % des ménages étaient constitués de personnes vivant seules dont 11,00 % avaient 65 ans ou plus.  Le ménage moyen comptait 2,50 personnes et la famille moyenne comptait 3,08 personnes.
La pyramide des âges était constituée de la sorte :
24,50 % des personnes de moins de 18 ans, 8,70 % de 18 à 24, 30,00 % de 25 à 44, 22,40 % de 45 à 64, et 14,50 % de 65 ans et plus.  L'âge moyen était de 37 ans.  Le rapport femme/homme, tout âge confondu est de 100 femmes pour 92,5 hommes et de 100 femmes pour 88,7 hommes pour les moins de 18 ans.
Le revenu moyen par ménage était de 48 834 $, et le revenu moyen par famille était de 60 549 $.  Les hommes avaient un revenu moyen de 43 643 $ et les femmes de 32 001 $. Le revenu per capita du comté était de 24 439 $. 9,5 % des habitants et 7,0 % des familles vivaient sous le seuil de pauvreté. 13,0 % des personnes qui avaient moins de 18 ans et 7,7 % des personnes qui avaient 65 ans et plus vivaient sous le seuil de pauvreté.
| 1790   | 1800   | 1810   | 1820   | 1830   | 1840   |
| ------ | ------ | ------ | ------ | ------ | ------ |
| 30 703 | 32 162 | 37 064 | 39 616 | 43 847 | 48 619 |

| 1850   | 1860   | 1870    | 1880    | 1890    | 1900    |
| ------ | ------ | ------- | ------- | ------- | ------- |
| 65 588 | 97 345 | 121 257 | 156 523 | 209 058 | 269 163 |

| 1910    | 1920    | 1930    | 1940    | 1950    | 1960    |
| ------- | ------- | ------- | ------- | ------- | ------- |
| 337 282 | 415 214 | 463 449 | 484 316 | 545 784 | 660 315 |

| 1970    | 1980    | 1990    | 2000    | 2010    | - |
| ------- | ------- | ------- | ------- | ------- | - |
| 744 948 | 761 337 | 804 219 | 824 008 | 862 477 | - |

## Politique
Le comté de New Haven vote majoritairement en faveur du Parti démocrate. Si les villes de New Haven (où se trouve l'université Yale) et Waterbury sont des bastions démocrates, les parties rurales du comté sont plus favorables aux républicains.

## Les villes du comté
- Ansonia
- Beacon Falls
- Bethany
- Branford
- -- Branford Center (un village de Branford)
- Cheshire
- -- Cheshire Village (un village de Chester)
- Derby
- East Haven
- Guilford
- -- Guilford Center (un village de Guilford)
- Hamden
- Madison
- -- Madison Center (un village de Madison)
- Meriden
- Middlebury
- Milford
- -- Woodmont (un village de Milford)
- Naugatuck
- New Haven
- North Branford
- North Haven
- Orange
- Oxford
- Prospect
- Seymour
- Southbury
- Wallingford
- -- Wallingford Center (un village de Wallingford)
- Waterbury
- West Haven
- Wolcott
- Woodbridge